# 黄侃
黃侃（1886年4月3日—1935年10月8日），初名喬馨，庠名喬鼐，后更名侃，字季剛、梅君、季子，号运甓，别署病蝉、奇谈、不佞、量守居士，男，湖北蘄春人，生于四川成都，中国語言文字學家。

## 生平
黄侃幼承家学而聪颖过人。四岁，从江叔海（瀚）问学。五岁，随父黄云鹄诣武侯祠，祠壁悬楹联甚多，归后，即能朗声背诵之。七岁，翔云公聘于成都尊经书院，留家。值家用告罄，奉生母周孺人之命，肃书白状，即于书末缀一诗云：“父作盐梅令，家存淡泊风。调和天下计，杼轴任其空。”（翔云公曾署四川盐茶道，又曾任蜀地它职，前后历二十年，清风峻节，守法爱民，蜀人称为青天而不名）。宜昌王鼎丞咤为奇才，以女许字。 
1903年，15岁时考入武昌文华书院，在校即与同乡田桐、湖北黄安董必武、湖南桃源宋教仁等同学议论时政，批评当局，宣传反清、反君主专制等革命思想，因此被开除学籍。后以故人之子的身份去见当时的湖广总督张之洞（其父黄云鹄曾与张之洞相往来），张赏识其才，乃资助其官费留学日本。不久，即在日本参加了孙中山领导的同盟会。
1906年前后，曾先后在《民报》上发表〈哀贫民〉、〈哀太平天国〉等一系列文章，鼓吹革命。其在〈哀贫民〉一文中，以家乡农民为例，叙述了劳苦大众在残酷的封建制度压榨下，过着“羹无盐、烧无薪，宵无灯火，冬夜无衾”的悲惨生活状况，对贫苦农民寄以同情。文中还明确指出：“富人夺之而我乃贫”，提出要解决贫富不均，必须革命。1907年，又在《民报》第18期上发表〈论立宪党人与中国国民道德前途之关系〉一文，歷数立宪党人“好名”、“竞利”，指出他们讲立宪，“无非希冀权位，醉心利禄而已矣！”政治上的堕落，势必给国民道德带来极坏的影响，以致亡国。文中还论及革命党人要在道德行为上同立宪派泾谓分明，否则“德不逮而民无援”，国事将不堪问，这既是对改良派的针砭，也是对革命派的砥砺，同时也正是性格、精神和做人标准的自白。 
1910年，由于同盟会的活动，国内各地革命力量蓬勃兴起，湖北革命党人函促黄侃回国举事。黄侃回国后，再三分析当时的情势，吸取湖南起义失败的教训，认为举事时机尚未完全成熟，当务之急是做好宣传发动的准备工作。于是，他深入鄂皖边孝义会中发动群众，并将孝义会改组为“崇汉会”，到农民群众中组织演讲，宣传民族大义和中国危急情状，听众常聚集千余人。足迹遍及鄂东蕲春、黄梅、广济、浠水、英山、麻城以及皖西宿松、太湖等两省八县的广大穷乡僻壤，号召人民组织起来，以国家兴亡为己任，推翻满清之统治，成为群众领袖。 
1911年初，武汉文学团体“文学社”成立，社员都是新军和社会各界的革命中坚，黄侃不但力举其事，而且还亲自审定了会章。同年7月某晚，文学社机关报《大江报》主笔、同乡詹大悲设便宴款待黄侃，并与之商谈时政。酒后，针对当时一些改良派提出的什么“和平改革方案”，愤然提笔为《大江报》撰写时评，标题为《大乱者，救中国之妙药也》，署名“奇谈”，大悲叫绝！次日，此文见报，震撼江城，清廷惶惧，很快以“宗旨不纯，立意嚣张，淆乱政体”的罪名，查封了《大江报》，并将詹大悲及该报副主笔何海鸣逮捕入狱。由于詹大悲在狱中坚持说时评系自己所作，故得以脱险。《大乱者，救中国之妙药也》这一时评，大大激发和鼓舞了革命新军及各地人民群众的士气和义愤，成为后来武昌起义的导火线。 
黄侃年近五十，仍不著述。1935年，五十大壽，太炎师親贈一副對聯：“韋編三絕今知命，黃絹初成好著書”，希望能寫作，同年10月8日，因飲酒過量，吐血而死。太炎师因聯句竟成讖語，悔痛不已。

## 學術
師事章太炎，擅長音韻訓詁，兼通文學，歷任北京大學、國立東南大學、武昌高等師範、金陵大學等校教授，以及国立武昌大学校务维持会主任。一生治學勤奮，以愚自處，主張“為學務精”、“宏通嚴謹”。章太炎以太平天國為例，謔封為“天王”(太炎所封“五大王”为与钱玄同、汪东、吴承仕、朱希祖）。
重要弟子有林尹、高明、潘重規、陸宗達、黃焯、劉賾等人。

## 著作
- 《文心雕龍札記》
- 《爾雅音訓》
- 《說文箋識》
- 《廣韻校錄》
- 《文選平點》

## 軼事
1915年，章太炎因反对袁世凯而被幽禁在北京钱粮胡同某宅内，黄侃闻悉后，曾两次赴京探望，后来索性以“研究学问”为名，搬入章师被禁处。但未过多久，黄侃便被警方逐出。黄侃气愤至极，以绝食表示抗争。其时，他的另一位尊师刘师培（后为筹安会六君子之一），于1915年在北京召集学术界知名人士开会，动员等人拥戴袁氏称帝，话未说完，黄侃即起立怒目，严词拒绝之，并气愤地说：“如是，请一身任之！”说完拂袖而去。到会的众人亦随之而散。
1917年，胡適海外學成歸國，任教北大，与陈独秀、钱玄同等人共同發起新文化運動，暴得大名。胡適的橫空出世，使黄侃生平最得意的、寄以厚望的高足傅斯年很快倒向了新文學陣營。據說黄侃每次上課，總要先罵一通胡適，才正式講學。
黄侃曾與胡適同在北大講學。一次宴會上，胡適偶爾談及墨學。黄侃曰：“現在講墨學的人，都是些混帳王八！”胡適赧然。黄侃又罵道：“便是適之的尊翁，也是混帳王八。”胡適大怒。卻大笑道：“且息怒，我在試試你。墨子兼愛，是無父也。你今有父，何足以談論墨學？我不是罵你，不過聊試之耳！”舉座嘩然大笑。
黄侃和董必武不仅是老同学，而且是好朋友。他尤其推崇董必武的斗争精神，积极支持董必武的革命活动。1921年，中国共产党第一次全国代表大会召开前夕，为解决会议代表的住宿问题，董必武曾找他联系。他便亲自写信给当时在上海法租界博文女子学校任校长的夫人黄绍兰，让参加中共“一大”的毛泽东、董必武等十名代表以“北京大学暑假旅游团”的名义，住宿在博文女子学校。
南京国民政府执政时期，黄侃的同盟会故友多系国府显贵，他耻与往来。惟有居正当时受蒋介石软禁，形单影只，不胜苦楚，旁人躲之不及的时候，他却常至居正囚地，与其谈心解闷。后来居正东山再起，复登高位之后，他竟不复往见。居正念他的友情，亲赴量守庐诘问他为何不再来玩，他正色答道：“君今非昔比，宾客盈门，权重位高，我岂能作攀附之徒！”
黄侃一生結婚九次，報刊曾有“黃侃文章走天下，好色之甚，非吾母，非吾女，可妻也”之說。章太炎的夫人湯國梨曾回憶黃侃騙婚黃紹蘭一事，致其一生流離失所，直斥黃為“無恥之尤的衣冠禽獸”，“小有才適足以濟其奸”。

## 家庭
黃侃前後三任妻子，子女眾多，主要有如下：
- 長子黃念華，早夭。
- 次子黃念田（1913—1976）
  - 念田子黃曾宜，女黃錦
- 三子黃念楚，早夭。
- 四子黃念祥
  - 念祥子黃脩幹、黃脩浩
- 五子黃念慈（1926—1987）
  - 念慈二女：黃曾炜、黃曾鍊
- 六子黃念勤
  - 念勤子黃曾迅，女黃曾敏
- 七子黃念寧（1933—2022），物理學家
  - 念寧一女：黃曾勉
- 八子黃念平
  - 念平子黃曾毅、黄曾荣
- 長女黃念容（19??—1978）[4]
- 次女黄允中
- 三女黄念惠，夭折
- 四女黄念仪

黄侃尚有子黄延祖。
- 侄黄焯，承袭其学，武汉大学中文系教授。